# Бель-Иль-ан-Тер
Бель-Иль-ан-Тер (фр. Belle-Isle-en-Terre, брет. Benac'h) — коммуна во Франции, находится в регионе Бретань. Департамент — Кот-д’Армор. Входит в состав кантона Каллак. Округ коммуны — Генган.
Код INSEE коммуны — 22005.

## География
Коммуна расположена приблизительно в 430 км к западу от Парижа, в 140 км западнее Ренна, в 50 км к западу от Сен-Бриё.
Вдоль западной границы коммуны протекает река Сент-Эмильон (фр. Saint-Emilion).

## Население
Население коммуны на 2016 год составляло 1 034 человека.
| 1962 | 1968 | 1975 | 1982 | 1990 | 1999 | 2008 | 2016 |
| ---- | ---- | ---- | ---- | ---- | ---- | ---- | ---- |
| 1231 | 1142 | 1185 | 1204 | 1067 | 1099 | 1057 | 1034 |

## Администрация
| Период | Период | Фамилия           | Партия                  | Примечания  |
| ------ | ------ | ----------------- | ----------------------- | ----------- |
| 1935   | 1948   | Анж Ле Таллек     |                         |             |
| 1948   | 2001   | Жан Ле Ру         |                         |             |
| 2001   | 2014   | Жан Давид         | Социалистическая партия | консультант |
| 2014   |        | Франсуа Ле Маррек | Коммунистическая партия | прораб      |

## Экономика
В 2007 году среди 596 человек в трудоспособном возрасте (15—64 лет) 410 были экономически активными, 186 — неактивными (показатель активности — 68,8 %, в 1999 году было 69,0 %). Из 410 активных работали 350 человек (183 мужчины и 167 женщин), безработных было 60 (21 мужчина и 39 женщин). Среди 186 неактивных 55 человек были учениками или студентами, 65 — пенсионерами, 66 были неактивными по другим причинам.

## Достопримечательности
- Часовня Локмарья (XV век). Исторический памятник с 1928 года[3]
- Церковь Сен-Жак-ле-Мажёр
- Замок Коа-ан-Но[фр.] (XIX век)
- Мавзолей леди Монд, жены «короля никеля» сэра Роберта Монда[англ.]

## Фотогалерея

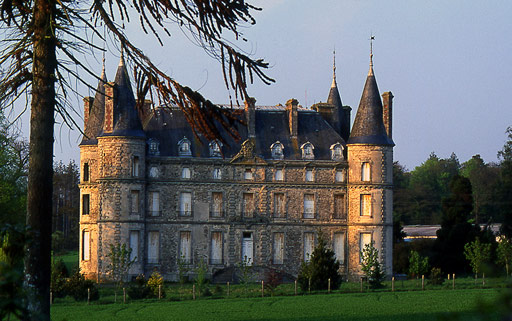
Замок Коа-ан-Но
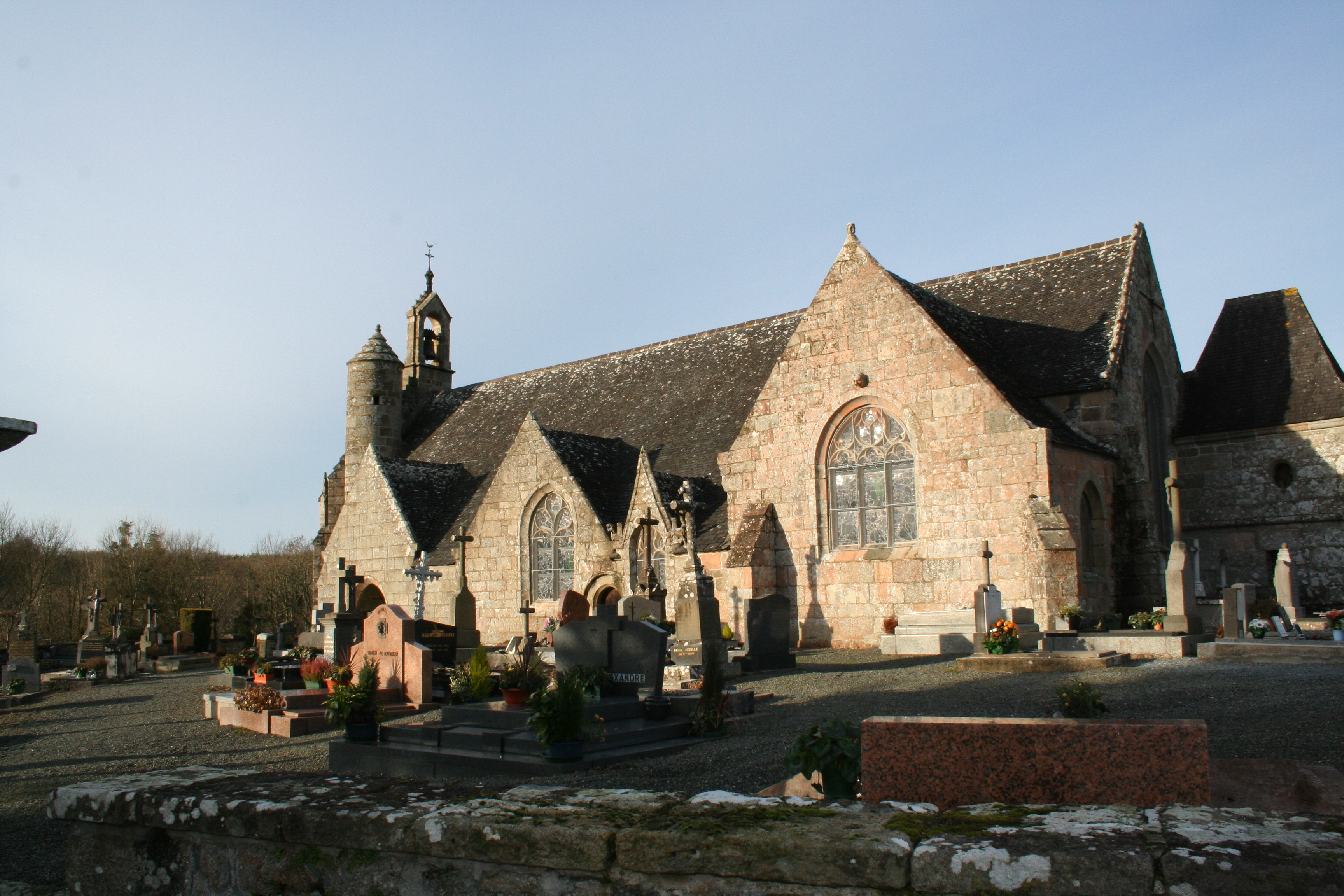
Часовня Локмарья
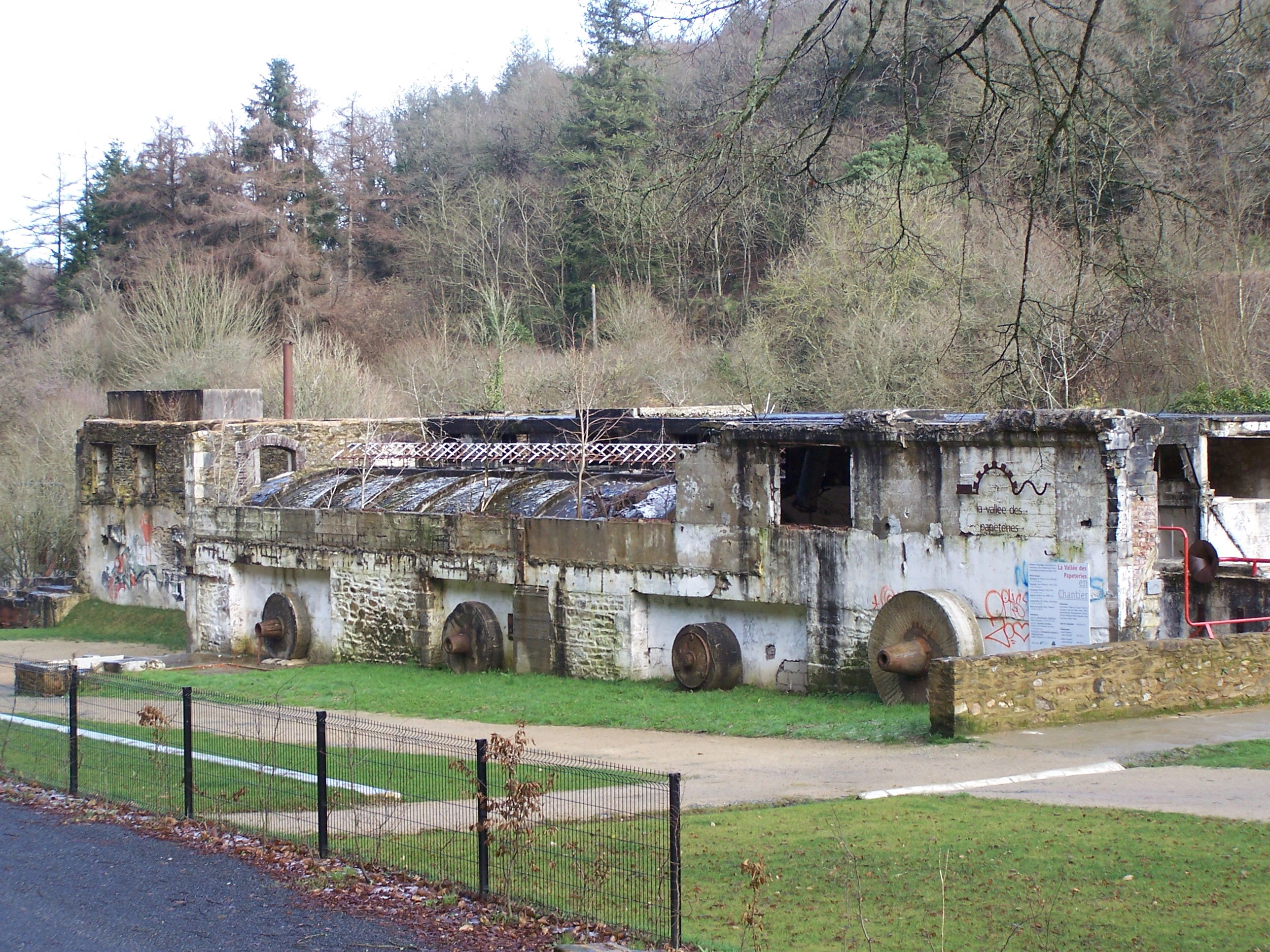
Бывшая бумажная фабрика
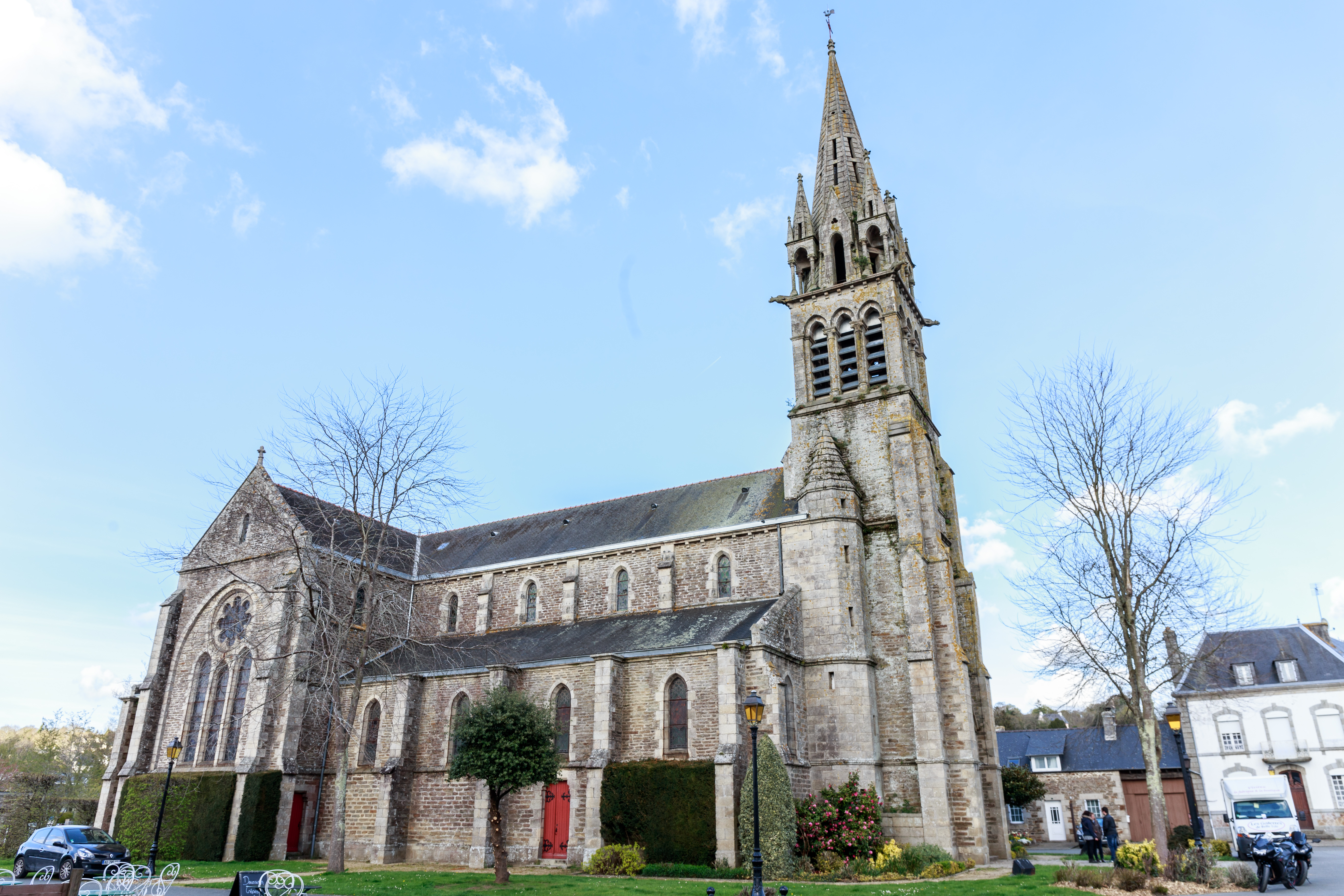
Церковь Сен-Жак-ле-Мажор
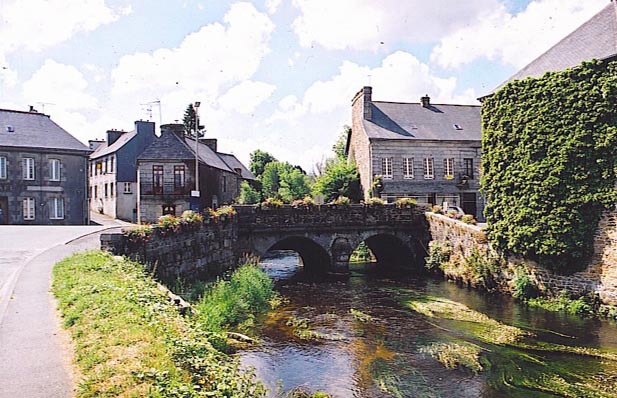
Малабенский мост